# Clitarque d'Alexandrie
Clitarque d'Alexandrie est un historien et un rhéteur grec du IIIe siècle av. J.-C. Il est l'auteur d'une Histoire d’Alexandre qui relate le règne d’Alexandre le Grand. Son œuvre, dont il ne reste que quelques fragments, qui se rapproche d'un éloge panégyrique ; elle a notamment inspiré Diodore de Sicile, Quinte-Curce et Trogue Pompée, auteurs de la Vulgate d'Alexandre. Il est reconnu par les Grecs comme par les Romains. Il y a un débat au sujet de sa date de naissance, qui se placerait soit à la fin du IVe siècle av. J.-C. soit au IIIe siècle av. J.-C.

## Biographie

### Débat sur sa date naissance
La date de naissance de Clitarque d’Alexandrie est débattue par les historiens modernes. D’après un papyrus anonyme, Clitarque aurait été le précepteur de Ptolémée IV, qui est né vers 244 av. J.-C. et a régné de 222 à 205. Cela signifie que Clitarque serait né après 310, en supposant qu’il soit mort à un grand âge. Le témoignage de Diogène Laërce abonde dans ce sens. Il nous informe sur les leçons que Clitarque aurait suivi auprès de Stilpon de Mégare, un contemporain de Ptolémée Ier (366-283) membre de l’école mégarique. Cependant, en suivant la datation de Luisa Prandi, Clitarque aurait dû suivre ces leçons en étant très jeune. Mais surtout c’est un passage dans la Bibliothèque Historique de Diodore de Sicile, qui stipule, « d’après Clitarque et certains autres ayant plus tard traversé en Asie avec Alexandre … », divise les historiens entre ceux qui pensent que Clitarque est à distinguer des autres auteurs ayant suivi l'expédition d'Alexandre, et ceux qui croient que Clitarque a bien suivi Alexandre en Asie, en supposant donc qu'il n'a pas été le précepteur de Ptolémée IV, né presque cent ans après les expéditions d'Alexandre. Son épithète « d’Alexandrie » est problématique en cela que les Grecs se voient affubler de leur lieu de naissance. Son surnom vient-il du fait qu'il soit né dans cette cité ou alors du fait qu'il ait vécu ? Le débat sur la datation de Clitarque reste insoluble, les sources étant soit partielles, soit écrites a posteriori.

### Origines et carrière
Fils de l'historien Dinon de Colophon, auteur d'une Histoire de la Perse et élève d'Aristote, Clitarque a d'abord été l'élève du philosophe Aristote de Cyrène, fondateur de l'école cyrénaïque qui enseigne peut-être à Athènes. Il devient ensuite l’élève du philosophe Stilpon à Mégare. Il entame un long séjour en Grèce au temps de la conquête macédonienne et de la guerre lamiaque et commence à recueillir le témoignage des soldats, officiers, ambassadeurs, techniciens, marchands et voyageurs qui ont accompagné Alexandre ou eu des rapports avec les Perses. Il puise aussi sa source en partie dans le récit de Callisthène.
Vers 320 av. J.-C. il aurait publié les premiers tomes de son Histoire d'Alexandre. Cette chronologie, sujette à caution, est relativement vague. Pline l'Ancien situe en effet l'Histoire d'Alexandre entre les Histoires Philippiques de Théopompe, achevées sous le règne d'Alexandre, et l’Histoire des Plantes de Théophraste, parue sur plusieurs années à partir de 314.
Si on considère que Clitarque est né au IVe siècle, il aurait pu rejoindre la cour de Ptolémée en 308, alors que celui-ci, de passage en Grèce, tente de reconstituer à son profit la ligue de Corinthe. Le futur roi d'Égypte, qui se pose en héritier d'Alexandre, gardien de son corps et de sa mémoire, entend attirer à sa cour des artistes et des historiens prompts à magnifier le souvenir du Conquérant. Clitarque, qui aurait déjà publié les premiers livres de son Histoire d’Alexandre, serait demeuré à Alexandrie jusqu'à sa mort à une date inconnue (vers 290). Il serait devenu dans la cité nouvellement bâtie le témoin de la vénération envers le héros fondateur et son favori Héphestion. L'idéologie de Ptolémée glorifie un Alexandre divinisé, fils de Zeus Ammon, héritier d'Héraclès et conquérant de l'Inde.

## Œuvre

### L'Histoire d'Alexandre
Il s'agit d'une œuvre monumentale formée de douze livres, mais certains indices laissent à penser qu'il en existerait en fait quatorze ou quinze. D'après un fragment du livre I de Vie, doctrine et sentences des philosophes illustres de Diogène Laërce, l'existence d'un livre XII, qui évoquerait les gymnosophistes indiens permet de penser que son œuvre contient plus de douze livres. L'Histoire d'Alexandre a probablement été composée en une vingtaine d'années. Le premier livre serait paru vers 320 av. J.-C. et le dernier vers 295. Cette datation se fonde sur la date de rédaction des mémoires d'Aristobule que Clitarque utilise comme source pour ses derniers tomes. 
Biographie panégyrique plutôt que récit historique objectif, l'ouvrage de Clitarque est à l'origine d'une tradition apologétique qui mêle l'histoire et le merveilleux, appelée la Vulgate d'Alexandre. Celle-ci émane, à des degrés divers de Diodore de Sicile (Bibliothèque historique, livre XVII), Trogue Pompée (Histoires Philippiques, abrégées par Justin) et Quinte-Curce (Histoire d'Alexandre) qui utilisent l'Histoire d'Alexandre de Clitarque comme source principale, mais non exclusive : de nombreuses concordances entre ces auteurs, que ce soit dans l'ordre du récit, dans les détails des faits ou même dans l'expression employée. Certains passages de Diodore et de Quinte-Curce, frappants de similitude, permettent de se faire une idée de la substance de l'œuvre originale. Pour autant aucun des très rares fragments de Clitarque ne concerne directement Alexandre, ce qui ne manque pas de causer des problèmes pour une comparaison effective.
L'étude de l'œuvre de Clitarque est rendue difficile par le fait que son Histoire est perdue comme une grande partie de la littérature antique. Pour ce qui est des fragments, aucun n'est littéral ; ce sont des gloses, des allusions, des scholies et des descriptions d'animaux exotiques utilisées par des auteurs tels Elien ou Pline l'Ancien. D'où le fait que si les passages sont proches, la concordance entre Diodore et Quinte-Curce n'est pas exacte, cela étant dû aux fragments qui ne sont pas représentatifs. Le problème de ces fragments est que plusieurs d'entre eux sont considérés comme douteux ou apocryphes. D'après ces fragments, il semble que Clitarque ne délivre pas de sentences ou de discours moralisant.
La possibilité que Clitarque d'Alexandrie ait participé à l'expédition asiatique d'Alexandre est mentionnée dans un passage de Diodore. Mais la source étant ici fragmentaire, certains érudits comme Felix Jacoby ne considèrent pas ce fait comme certain : lorsque Diodore parle des mesures des murs de Babylone, il y a un doute sur sa référence quant à savoir s'il s'agit de Clitarque en tant qu'historien d'Alexandre, ou s'il mentionne Ctésias, médecin et historien grec. La présence de Clitarque durant l'expédition est donc incertaine. Quinte-Curce mentionne une relation entre Clitarque et Ptolémée qui aurait écrit leurs œuvres dans la même période. Cependant, Ptolémée aurait publié ses Mémoires avant Clitarque, comme en témoignent les divergences entre les deux récits, comme celle au sujet de l'assaut de la cité des Malliens en Inde.

### Critique
L'œuvre historique de Clitarque est souvent dévaluée chez les auteurs antiques (et de moins en moins chez les modernes) par rapport aux Mémoires respectifs de Ptolémée et d’Aristobule, contemporains de la conquête, qui ont inspiré l'Anabase d’Arrien et la Vie d'Alexandre de Plutarque. Les récits d'Arrien et de Plutarque sont dès lors jugés plus fiables, car moins empreints de merveilleux, l'Anabase étant elle très précise dans les développements militaires. Pourtant Clitarque aurait consulté les récits de Néarque, d'Onésicrite et d'Aristobule (ses Mémoires sont publiés vers 305-295 av. J.-C.) dont il se sert pour la dernière partie de son œuvre. Son œuvre compile avec une certaine crédulité les premiers témoignages de la conquête, sans qu’une approche critique ne puisse être envisageable dans le contexte d’une Alexandrie vouée au culte du Conquérant. Si Clitarque mentionne à plusieurs reprises des épisodes merveilleux, c’est qu’il se fait l’écho, parmi la population d’Alexandrie et les vétérans installés en Égypte, de ce qu’Ératosthène a qualifié de « vantardises macédoniennes ». Clitarque s'est peut-être contenté de retranscrire une tradition populaire qui présente l'image, inévitablement favorable, que ses contemporains se sont faite d'Alexandre.
Certes il n'est pas sûr que Clitarque ait accompagné la conquête ni voyagé à travers les lointaines contrées d’Asie. Il ne dispose pas non plus des Mémoires de Ptolémée (rédigées vers 285), brillant exposé des opérations militaires conduites par Alexandre. Mais il s’appuie sur ses riches lectures et le témoignage des contemporains de la conquête macédonienne. Le récit de Clitarque abonde d’une tradition orale et populaire (bien visible chez Quinte-Curce) qui manque à Arrien. Clitarque appuie également son propos sur des documents officiels et des traités techniques. Enfin Clitarque (via Quinte-Curce) n’omet pas les souffrances endurées par l’armée macédonienne, dont il emprunte le thème au récit de Néarque. L’œuvre de Clitarque gagnerait à une certaine réhabilitation parmi les historiens modernes. Ptolémée, à qui il ne serait fait une confiance aveugle, semble avoir montré dans ses Mémoires une attitude partiale à l’égard des généraux d’Alexandre devenus ses rivaux. Le mérite de Clitarque est de représenter une tradition différente de celle connue par Arrien, car il expose certains faits omis, sciemment ou non, par Ptolémée et Aristobule. Il démontre in fine l'idéalisation du héros conquérant dans l'Alexandrie pré-hellénistique.

### Postérité
L'œuvre rhétorique de Clitarque est recommandée par Cicéron (ad Familiares, 2, 10, 3 ; Brutus, 43) et Quintilien (De l'institution oratoire, X, 1, 74), même si l'objectivité historique de son récit est contestée par ce dernier. Il est cité par Diogène Laërce en compagnie d'auteurs grecs tels qu'Hérodote, Théopompe, Philistos de Syracuse ou Éphore de Cumes ; ce qui démontre que malgré ses imprécisions historiques, il reste un auteur loué par la culture latine. Mais comme le précise Quintilien, si l'écrivain est talentueux, l'historien n'est pas fiable. L'auteur latin qui le mentionne le plus est Pline l'Ancien dans son Histoire naturelle (X, 136) qui le désigne comme étant un auteur célèbre. Des allusions sont également présentes chez Philodème de Gadara (La Rhétorique, IV, 1) et le Pseudo-Démétrios (De educatione, 304), confirmant sa renommée. Il est étudié dans les écoles romaines au moins jusqu'au Ier siècle.
Clitarque a légué quelques brèves allusions parmi d'autres auteurs antiques : Strabon (Géographie, XV) et Élien (Caractéristiques des animaux) s'appuient sur lui pour leur description  de la faune de l'Inde. On lui doit également une partie de la description de Babylone qu'en ont fait Diodore (Bibliothèque historique, II) et Quinte-Curce (Histoire d'Alexandre).

### Sources antiques
- Felix Jacoby, Fragmente der griechischen Historiker, 2B, Leiden, 1930, 484-98.